# Whitfieldia le-testui
Whitfieldia le-testui är en akantusväxtart som beskrevs av Raymond Benoist. Whitfieldia le-testui ingår i släktet Whitfieldia och familjen akantusväxter. Inga underarter finns listade i Catalogue of Life.